# Hoeselt
Hoeselt (en limburguès Hoeiselt) és un municipi belga de la província de Limburg a la regió de Flandes. És compost pels pobles i llocs dits de:
| #   | Nom                                                                | Extensió (km²) | Població (01/01/2007) |
| --- | ------------------------------------------------------------------ | -------------- | --------------------- |
| I   | Hoeselt - Hoeselt-Centrum - Alt-Hoeselt - Onze-Lieve-Vrouwparochie | 18,62          | 6.762 4.856 744 1.162 |
| II  | Romershoven                                                        | 2,92           | 760                   |
| III | Schalkhoven                                                        | 2,45           | 299                   |
| IV  | Sint-Huibrechts-Hern                                               | 4,06           | 851                   |
| V   | Werm                                                               | 1,96           | 671                   |

El primer esment escrit Housle, un mot compost de hous, casa i lo, bosc data del 1066.